# Tourville-les-Ifs
Tourville-les-Ifs település Franciaországban, Seine-Maritime megyében. Lakosainak száma 736 fő (2022. január 1.). Tourville-les-Ifs Auberville-la-Renault, Bec-de-Mortagne, Contremoulins, Épreville, Fécamp, Ganzeville és Mentheville községekkel határos.

## Népesség
A település népessége az elmúlt években az alábbi módon változott:
| Lakosok száma | 544  | 528  | 576  | 613  | 655  | 691  | 722  | 743  | 736  |
|               | 2013 | 2015 | 2016 | 2017 | 2018 | 2019 | 2020 | 2021 | 2022 |